# David Rees (scénariste de bande dessinée)
Pour les articles homonymes, voir David Rees et Rees.
David Thomas Rees (né le 22 juin 1972 à Chapel Hill, Caroline du Nord, États-Unis) est un scénariste de bande dessinée surtout connu pour sa série Get Your War On, publiée depuis 2001.

## Biographie
Rees a créé Get Your War On en recourant à la technique du clip art. Il utilise une quantité minimale de vignettes représentant des personnages d'employés de bureau travaillant dans des cubicules et discutant principalement de la situation politique aux États-Unis. Le premier strip est apparu le 9 octobre 2001, soit deux jours après le début de la guerre contre le terrorisme lancée par l'administration Bush par l'Opération Enduring Freedom en Afghanistan. La série est apparue dans le magazine Rolling Stone et publiée éventuellement en version papier. Elle a été animée en 2008.
David Rees est également l'auteur des comics My New Fighting Technique is Unstoppable, My New Filing Technique is Unstoppable et Adventures of Confessions of Saint Augustine Bear. Il est blogueur depuis 2005 pour le site libéral The Huffington Post.